# منتجات حيوية
المنتجات الحيوية (بالإنجليزية: Bioproducts)‏ هي المنتجات القائمة على المواد، الكيماويات والطاقة المستمدة من الموارد البيولوجية المتجددة.

## وصلات خارجية
- أبحاث وتطوير الكتلة الحيوية
- مفضل بيولوجيا
- المختبر الوطني للطاقة المتجددة - تعزيز الاقتصاد الحيوي
- برنامج الكتلة الحيوية التابع لوزارة الطاقة الأمريكية
- أبجديات المنتجات الحيوية
- المنتجات الحيوية التابعة لوزارة الزراعة الأمريكية
- جمعية أبحاث طاقة الكتلة الحيوية